# RMS Empress of Japan (1929)
RMS Empress of Japan — океанский лайнер, построенный в 1929—1930 годах британской фирмой Fairfield Shipbuilding & Engineering Company по заказу канадской транспортной компании Canadian Pacific Steamships (CP). Второе судно компании, носившее это название. С 1930 по 1942 годы лайнер совершал регулярные рейсы между западным побережьем Канады и Дальним Востоком.
В 1942 году лайнер был переименован в RMS Empress of Scotland, став вторым судном с таким названием во флоте CP. В 1957 году судно было куплено западно-германской компанией Hamburg Atlantic Line и переименовано в SS Hanseatic.

## Проектирование и строительство
В 1920-х конгломерат Canadian Pacific создал собственную единую транспортную систему, связавшую Европу с Дальним Востоком. Пароходы компании доставляли пассажиров из Европы в Канаду, затем по железной дороге, также принадлежавшей конгломерату, пассажиров перевозили через Северную Америку на её тихоокеанское побережье в Ванкувер, а оттуда пароходами того же владельца отправляли в порты Дальнего Востока. В то время такой путь из Европы на Дальний Восток был наиболее быстрым. В конце 1920-х Canadian Pacific решила обновить флот принадлежавших ей судов, намереваясь сократить время в пути на два дня.
К лайнеру нового типа предъявлялись следующие требования:
- валовая вместимость 25 000 брт;
- длина 203,05 м;
- пассажировместимость 1173 пассажира четырёх классов.

Контракт на постройку получила шотландская судостроительная фирма Fairfield Shipbuilding & Engineering Company, верфь которой располагалась неподалёку от Глазго, в Говане. 17 декабря 1929 года судно спустили на воду и нарекли Empress of Japan. Это было крупнейшее судно на тихоокеанском маршруте. По первоначальному плану должно было быть построено второе, однотипное, судно, однако начавшаяся Великая депрессия помешала осуществить этот план. Canadian Pacific решила направить все имевшиеся ресурсы на постройку Empress of Britain — увеличенной версии Empress of Japan, которая предназначалась для работы на атлантическом участке маршрута. Конструктивно оба судна были похожи и потому могли заменять друг друга по необходимости.

## Эксплуатация

### 1930—1942 годы:Empress of Japan
В мае 1930 года судно успешно завершило испытания, развив на них максимальную скорость в 23 узла. 8 июня Empress of Japan прибыла в Ванкувер для дальнейшей работы на тихоокеанском маршруте. В то время это был самый быстрый лайнер Тихого океана.
Вплоть до начала Второй мировой войны Empress of Japan работала на линии Ванкувер-Иокогама-Кобе-Шанхай-Гонконг. После начала войны переоборудована в войсковой транспорт. После вступления в войну Японии в декабре 1941 года название лайнера сочли неуместным, после чего судно было переименовано в Empress of Scotland.

### 1942—1957 годы:Empress of Scotland
После завершения войны судно решено было использовать в Атлантике. Новые климатические условия, а также изменившиеся требования к перевозке пассажиров потребовали переоборудовать судно. В 1948 году Empress of Scotland встала на переоборудование на верфь Fairfield в Глазго. В 1950 году работы были завершены. В ходе переоборудования пассажирские каюты прежних четырёх классов были перестроены так, чтобы принимать на борт пассажиров только двух классов — первого и туристического.
В 1957 году судно совершило последний рейс в составе флота Canadian Pacific, после чего некоторое время стояло в Белфасте, а затем было продано.

### 1958—1966 годы:Hanseatic
В 1958 году судно было куплено западно-германской фирмой Hamburg Atlantic Line, после чего подверглось серьёзной модернизации. Надстройка, трубы и пассажирские каюты были перестроены. Судно получило новое имя — Hanseatic. В новом качестве судно должно было перевозить по маршруту Гамбург-Нью-Йорк 1350 пассажиров, размещённых в комфортабельных каютах.
8 сентября 1966 года в машинном отделении судна, стоявшего в порту Нью-Йорка, вспыхнул пожар, позднее охвативший пять палуб. Выгоревший Hanseatic позднее разобрали на металл.